# Châteauponsac
 Châteauponsac  (en occitano Chastél Ponçac) es una población y comuna francesa, situada en la región de Lemosín, departamento de Alto Vienne, en el distrito de Bellac y cantón de Châteauponsac.

## Demografía
| 3115 | 2885 | 2849 | 2604 | 2409 | 2252 | 2164 |
| Para los censos de 1962 a 1999 la población legal corresponde a la población sin duplicidades (Fuente: INSEE [Consultar]) |      |      |      |      |      |      |